# 견명사
견명사(遣明使, けんみんし)는 1401년부터 1547년까지 일본의 무로마치 막부(室町幕府)에서 중국 명(明) 왕조에 파견했던 사절을 가리킨다. 무로마치 막부 3대 쇼군(将軍) 아시카가 요시미쓰(足利義満, 재직 1368년 - 1394년)가 시작하였다.

## 개요
남북조 합일(南北朝合一) 이후 아시카가 요시미쓰는 '일본국왕(日本國王) 신(臣) 원의만(源義滿)(日本國王臣源義滿)'이라는 명의로 명과의 통교를 시도하였으나, 명은 책봉 체제하에 있어 앞서 남조(南朝)의 가네요시 친왕(懷良親王)을 '일본국왕 양회(日本國王良懷)'로서 인정하고 있었으므로 받아들여지지 않았다. 요시미쓰는 출가하는 등 자신의 지위를 명확히 하고 1401년 '일본국 준삼후(准三后) 원도의(源道義)(日本國准三后源道義)'의 명의로 명과의 통교를 요구하였고, 상인 고이토미(肥富, こいとみ)·승려 조아(祖阿)를 파견하였다. 1402년, 아시카가 요시미쓰는 명의 영락제(永樂帝)로부터 일본국왕에 봉해졌고, 1404년 명과 일본 사이의 감합무역(勘合貿易)이 이루어졌다(명일교역). 이 시기 한반도의 조선도 명의 책봉 체제에 편입되어 있었으므로 동아시아의 정세는 안정되었다.
일본의 지샤(寺社)도 원명교역 이래 사사조영료당선(寺社造営料唐船)을 자주 파견하고는 하였다. 일본 임제종(臨済宗) 승려 게이안 게이주(桂庵玄樹)·선승이자 수묵화가였던 셋슈 도요(雪舟等楊) 등이 견명사를 수행하였다.
명의 사절이 일본에 체류하는 동안에 명에서 정난의 변(靖難-變)이 끝나고 연왕(燕王)이 즉위하였다는 소식이 일본에 전달되었다. 쇼군 요시미쓰는 덴류지(天龍寺)의 승려 겐츄 게이미쓰(堅中圭密)를 사절로 보내 명사를 호송시키고 영락제의 즉위를 축하하였다. 새로 즉위한 영락제는 이듬해에 답사를 보내 '일본국왕지인(日本國王之印)'이라는 금인(金印)과 명의 관복 등을 하사하는 동시에, '영락감합부(永樂勘合符)' 1백과(顆)를 주어, 감합부를 가진 선박만을 조공선으로 인정하고 나머지는 왕래를 금지한다는 뜻을 통고하였다.
쇼군 요시미쓰가 비굴하다는 일본 국내의 일부 비난을 무릅쓰고 대명 조공관계의 수립에 열중한 것은 조공무역에 따른 막대한 이익이 막부 재정에 절대적으로 중요하다는 사실을 간파하였기 때문이다. 이익이 보장되는 조공무역 외에 사절을 수행하는 승려와 상인들이 휴대해 간 상품을 교역할 수도 있었으므로 일본에게는 대명무역(對明貿易)이 대단히 매력적인 교역이 아닐 수 없었다. 더욱이 당시 일본에서는 화폐 경제가 발달하였으나 동전을 주조할 수 없었으므로, 명에서 수입되는 대량의 동전은 일본의 주요한 통화로서 기능하기도 하였다.
그러나 요시미쓰의 뒤를 이어 쇼군이 된 아시카가 요시모치(足利義持)는 종래부터 부친의 대명정책에 불만을 지니고 있었기에 조선 태종 11년부터 명 사신의 입국을 거절하고 대명 조공무역을 중단시켰다. 이 무렵에 왜구의 활동이 일시적으로 재개되었으며, 망해과 전투가 일어난 것도 바로 이 기간이었다. 영락제는 이후 두 차례에 걸쳐 사신을 파견하며 일본으로 하여금 조공을 재개하도록 종용하였으나 쇼군 요시모치는 끝내 강경한 태도를 누그러뜨리지 않았다. 쇼군 요시모치의 뒤를 이어 쇼군으로 취임한 아시카가 요시노리(足利義敎)는 명과의 조공무역을 곧 정상적으로 회복시켰다.

## 견명사 이력
| 회차 | 년도   | 배 | 비고 |
| ---- | ------ | --- | --- |
| 1    | 1401년 | 막부선(幕府船) | 명에 국서를 보냈다. 정사(正使) 조아(祖阿, 동붕중同朋衆) ・ 하카타(博多)의 상인 고이토미(肥富)를 파견하였다. 이듬해인 1402년、명은 대통력(大統暦)을 요시미쓰에게 주고 일본국왕으로써 예우하였다. 국서는 당시 구게(公家) 히가시보조 히데나가(東坊城秀長)가 작성하였다.                                                         |
| 2    | 1403년 | 막부선 | 명에 국서를 보냈다. 승려 겐추 게이미쓰(堅中圭密)를 파견하였다. 국서는 승려 젯카이 츄신(絶海中津)이 작성하였으며, 이후 견명사의 정사 ・ 부사는 주로 교토 5산(五山)의 선승들이 맡았다. |
| 3    | 1404년 | 막부선 | 감합 무역(명일교역) 개시 |
| 4    | 1405년 | 막부선 | |
| 5    | 1406년 | 막부선 | |
| 6    | 1408년 | 막부선 | |
| 7    | 1410년 | 막부선 | |
| 8    | 1411년 | 막부선 | 이후 아시카가 요시모치(足利義持)의 시기에 단절되었다. |
| 9    | 1432년 | 막부선 ・ 쇼고쿠지 선(相国寺船) ・ 야마나 선(山名船) ・ 다이묘지인주산케기아이 선(大名寺院十三家寄合船, 이와시미즈 샤岩清水社 가문이나 호소카와細川 가문 등의 공동 출자) ・ 산주산겐도 선(三十三間堂船)    | |
| 10   | 1434년 | 막부선 ・ 쇼고쿠지 선 ・ 야마나 선 ・ 다이쇼인 선(大乗院船) ・ 산주산겐도 선 | |
| 11   | 1451년 | 덴류지 선(天竜寺船) ・ 이세 호라쿠샤 선(伊勢法楽舎船) ・ 규슈 단다이 선(九州探題船, 하카타 세이후쿠지 조영선博多聖福寺造営船) ・ 오토모 선(大友船) ・ 오우치 선(大内船) ・ 야마토 다무 봉 선(大和多武峯船) | |
| 12   | 1465년 | 막부선・호소카와 선・오우치 선 | 이후 호소카와 씨(細川氏)와 오우치 씨(大内氏)와의 항쟁 시대가 되어, 지샤 선(寺社船)은 파견되지 않게 되었다. |
| 13   | 1476년 | 막부선 ・ 쇼고쿠지 슈하쓰인 선(相国寺勝鬘院船) | |
| 14   | 1483년 | 막부선・다이리 선(内裏船) | |
| 15   | 1493년 | 막부선・호소카와 선 | |
| 16   | 1506년 | 오우치 선・호소카와 선 | |
| 17   | 1520년 | 오우치 선・호소카와 선 | |
| 18   | 1538년 | 오우치 선 | 덴분 9년(1540년)이라고도 한다. 조선과의 교역에 종사하고 있던 오우치 요시타카(大内義隆)가 명의 북경(北京)으로 파견하였다. 이때 승려 고신 세키테이(湖心碩鼎) 등이 함께 갔다. 또한 이때 「일본은 조선을 복사(服事, 복속)시키고 있으니 사신의 서차를 조선보다 위에 두어야 한다」고 명에 요구하기도 했다. 명은 받아들이지 않았다. |
| 19   | 1547년 | 오우치 선 | 마지막 견명사선. |

## 같이 보기
- 견수사
- 견당사
- 게이초 사절단
- 명일무역
- 이와쿠라 사절단